# Feest met Bassie & Adriaan
Feest met Bassie & Adriaan is een videoband van de serie Bassie en Adriaan uit 1992. Een heruitgave verscheen in 1995. Op 14 april 2017 werd de film op het YouTube-kanaal van het duo geplaatst.
De film bestaat uit een compilatie van verschillende filmpjes en liedjes. Voor de film zijn speciale aan- en afkondigen in het caravan-decor opgenomen, net zoals bij 10 jaar Bassie & Adriaan (1987) en De leukste liedjes van Bassie & Adriaan (1993).
Erik de Viking, De Fairries, Geheime Agenten, Toen ging de Wekker, Met de boot naar Engeland en Filmopname waren bij het uitbrengen van deze compilatie niet eerder op VHS verschenen bij CNR Video.

## Fragmenten
- Gefeliciteerd (Liedje, gezongen in de caravan)
- Erik de Viking (Liedje)
- De Fairries (Liedje)
- Dimriti (Liedje)
- Geheime Agenten (Liedje)
- Toen ging de wekker (Liedje)
- Met de Boot naar Engeland (Filmpje)
- De Griekse Les (Liedje)
- In de Lente (Liedje)
- 4 Seizoenen heeft een jaar (Liedje)
- Filmopname (Filmpje)